# فويفودينا
فويفودينا (بالصربية:Vojvodina / Војводина) هي مقاطعة صربية ذاتية الحكم تقع في شمال صربيا، تضم فويفودينا حوالي 27% من مجموع سكان صربيا إذ يبلغ عدد سكان المقاطعة نحو 2، 031، 992 نسمة (2002) ، وتقع في الجزء الشمالي من صربيا عند سهل بانيونيان ، في أوروبا الوسطى، وعاصمتها نوفي ساد وهي أكبر مدينة في المقاطعة.
يبلغ مساحتها 21.553كم2،  بينما ثاني أكبر مدينة في المقاطعة هي سوبتيتسا، وتبلغ عدد اللغات الرسمية 6 لغات، وتوجد أكثر من 26 مجموعة عرقية.
يحدها من الغرب كرواتيا، ومن الشرق رومانيا، ومن الشمال المجر، ومن الجنوب بقية أراضي صربيا

## التاريخ
عبر التاريخ، كان إقليم فويفودينا جزءاً من داسيا ، والإمبراطورية الرومانية ، الإمبراطورية البيزنطية، و مملكة جيبيد ،و أفار جانا، و مملكة فرانكيش،و مملكة كرواتيا، ومورفيا العظمى، والإمبروطورية البلغارية، والأمبراوطورية الصربية، ومملكة المجر، والدولة العثمانية ، والإمبراطورية النمساوية، والإمبراطورية النمساوية المجرية، ومملكة الصرب والكروات والسلوفينيين، ومملكة يوغسلافيا، ودولة كرواتيا المستقلة، وجمهورية يوغسلافيا الإتحادية الاشتراكية، وصربيا والجبل الأسود و أخيراً جمهورية صربيا .
ومنذ عام 1945م، فويفودينا هي جزء من صربيا.
بين عام 1849م و1860م،  كانت هذه المنطقة تسمى صربيا فويفودشيب وتاميس بانات.
وفي عام 1918م انضمت القوة المتحالفة مع فويفودينا الي مملكة صربيا، وفي عام 1945 أصبحت جزءاً من يوغسلافيا، مع كوسوفو، تمتعت فويفودينا بالحكم الذاتي بين عام 1945م و1988م، مع انها كانت تتمتع بالاستقلال في عام1945م، وكانت كوسوفو منطقة ذاتية الحكم، لكن تم ذلك لتصبحا متساويتين بالنسبة للمركز عام 1966.

### الحكم الروماني

الإمبراوطورية الرومانية

أثناء الحكم الروماني، سريمسكا ميتروفيتشا هو واحد من ستة من أباطرة الرومان، ولد في فويفودينا أو محيطها، وكانت عاصمة الإمبراطورية الرومانية وكانت تقسم إلى عدة وحدات إدارية، بما فيها من انخفاضات تضارسية كسهل بانونيا، وسهل بانونيا سكواندا، وسهل أبرشية بانونيا، ومحافظة برتيوري إليريكوم، واستمر حكم الرومان حتى القرن الخامس، وبعد ذلك أصبحت المنطقة تتنازعها مختلف الشعوب وبدأت الحروب في المنطقة، في حين كانت جزءاً من بانات مقاطعة داسيا،  و باكا هي مقاطعة في رومانيا وتقع على سهول بانونيا.
استقرّ السلوفاك في فويفودنا في بين القرن السادس والقرن السابع.
وفي القرن التاسع، خضعت المنطقة لحكم سالان وقلاد، وهم من دوقات بلغاريا ، وكان مسكن سالان في تيتل.

### الحكم المجري
معظم فويفودينا أصبحت جزءاً من مملكة المجر في القرن الحادي عشر، وبقيت جزءاً من المجر حتى عام 1918م، باستثناء فترة الحكم العثماني لفويفودينا.
التوازن الديموغرافي بدأ بالتغيير في أواخر القرن الرابع عشر، مع لجوء أعداد من الصرب من صربيا التي غزتها الجيوش العثمانية.
تم إجراء أول تعداد تركي في عام 1557م-1558م وكانت الأغلبية في الأجزاء الشمالية من للمجر. استقرّ أعداد كبيرة من الصرب في فويفودينا باعتبارها مقاطعة تتبع سياسة واعية إلى جانب إمبراطور هابسبورغ في أواخر القرن السابع عشر، و قد منح الصرب استثناءات على نطاق واسع وحقوق المجتمع، في مقابل تشكيل ميليشيا للمحافظة على الحدود ضد الغزاة من الجنوب، و رغم استقرار فويفودينا في تلك الفترة عانت المجر من حالة من الاضطراب المدني .

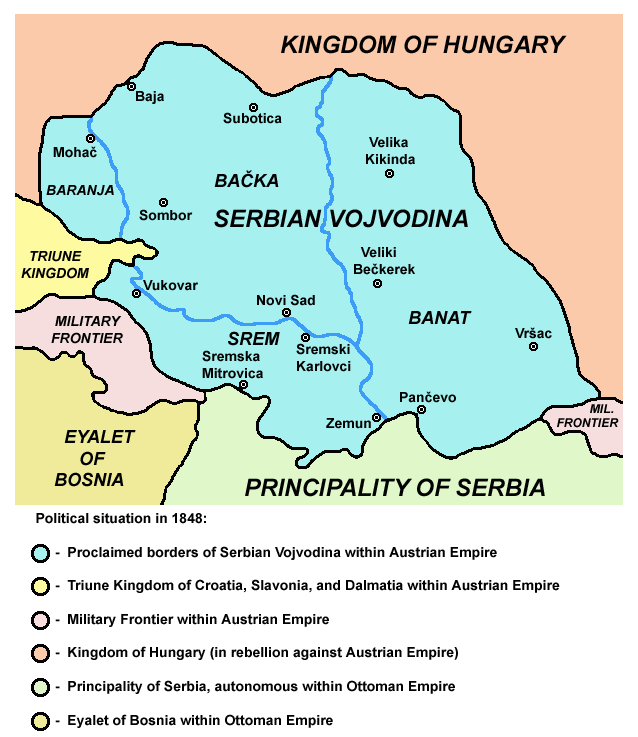

وفي عام 1716، منعت فيينا مؤقتاً دخول المنطقة من جانب المجريين واليهود ، و جلب عدد كبير من السلوفاك و الألمان للمنطقة .
في عام 1782م، احتج المجريين، على استعمار المنطقة من السلوفاك و الألمان مرة أخرى.
خلال الثورة عام 1848-1849، نجحت فيينا في حشد الصرب في الحكومة المجرية المحلية وتشكيل ميليشيا قامت خلال الحرب الأهلية التي ضربت هذه المنطقة، وارتكبت هذه الميليشيا فظائع رهيبة ضد السكان المدنيين.
وبعد فوز المجر، أنشئت حكومة جديدة في الإقليم واستمرت حتى عام 1860م، وكانت اللغة الرسمية لها الإلمانية،
وبعد سبع سنوات أي في عام 1860 جاءت فترة ازدهار اقتصادي مع توترات في العلاقات العرقية بين المجريين والصرب .
وتمت معاهدة السلام عام 1918، و أنضمت فويفودينا لصربيا بالإضافة إلى أجزاء من لكرواتيا وسلوفاكيا، وبين عام1918 و1940، و في ذلك الوقت كان أكثر 80، 000 من الصرب قد غدوا من سكان مقاطعة.

### الحكم العثماني

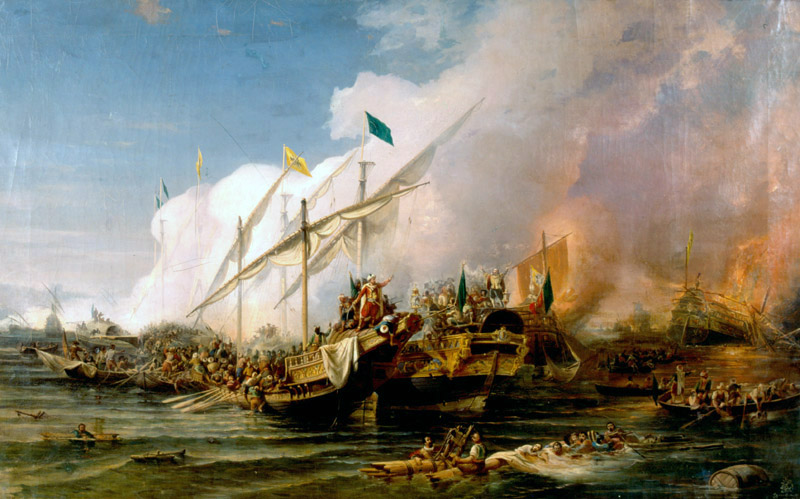
الدولة العثمانية

كانت الفترة العثمانية فترة رخاء في الإقليم  فبعد أن هزمت من المجر في معركة موهاج، وقعت المنطقة في حالة من الفوضى والحروب الأهلية، وفي عام 1526 أنشأ جوفان نيناد، زعيم الصرب المرتزق حكماً في باكا، شمال بانات وجزء صغير من سيرميا، وفصلت فويفودينا من العثمانيين مع ان كانت دولة مستقلة، مع عاصمتها سوبوتيكا، مع كامل قوتها، أما يوفان نيناد الإمبراطور الصربي في سوبوتيكا فقد استفاد من ميزة الخلط في الوضع العسكري والسياسي، و حصل صراع بين المجريين النبلاء و يوفان الصربي وانتصروا على القوات الصربية في صيف عام 1526. و أغتيل الإمبراطور يوفان نيناد .
خلال السنوات القليلة التي أعقبت مقتل يوفان ألحقت فويفودينا با الدولة العثمانية والتي حكمتها حتى القرن السابع عشر والنصف الأول من القرن الثامن عشر، و في عام 1669 تمت معاهدة كارلويتز وتم انسحاب القوات العثمانية من وسط أوروبا وسيادة إمبراطورية هابسبورغ في وسط أوروبا، ووفقاً للمعاهدة أصبح الجزء الغربي من فويفودينا تابعاً لإمبراطورية هابسبورغ، والجزء الشرقي من فويفودينا تابعاً لمدينة تيميسفار بسبب الغزو النمساوي عام 1716.هذا التقرير صدق في معاهدات باسارويتز عام 1718.

## فترات الحكم الذاتي في صربيا

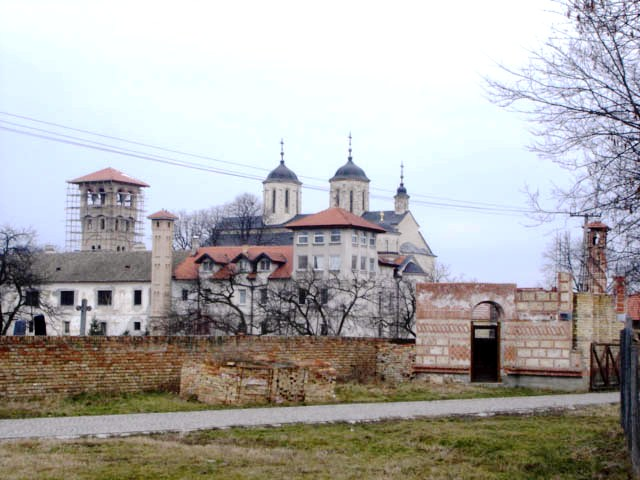

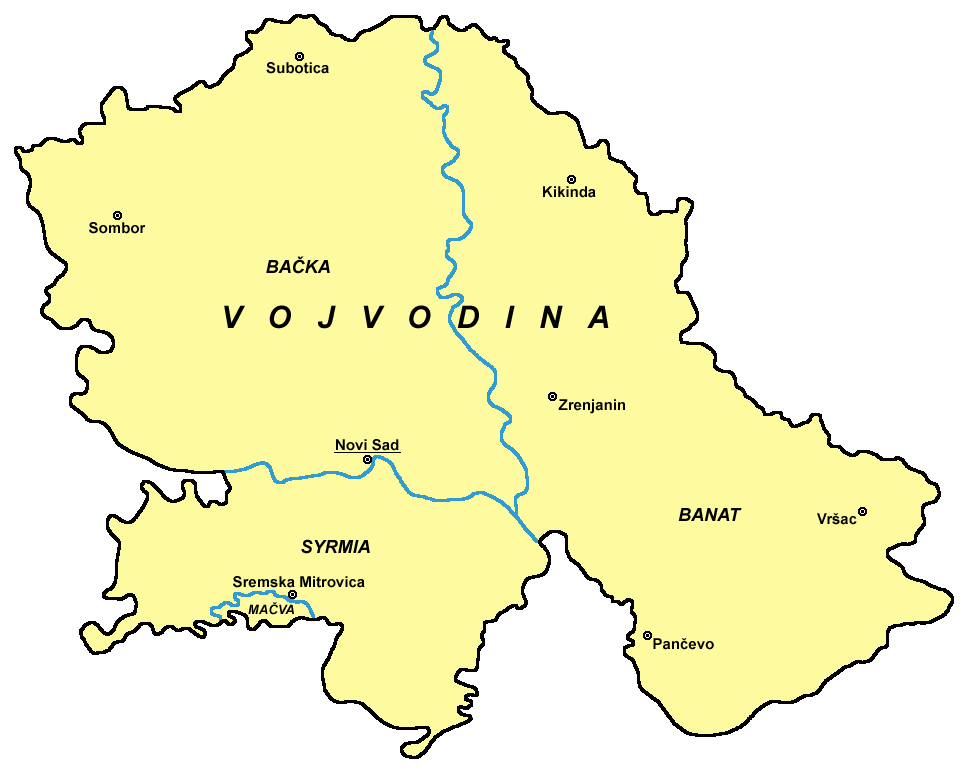

في بداية حكم إمبراطورية هابسبورغ، دمجت كل المناطق في منطقة عسكرية على حدود هابسبورغ، في حين أن الأجزاء الغربية من باكا وضعت تحت إدارة حكومة باك المدنية داخل البلاد.
فيما بعد، تم توسيع الإدارة المدنية في الشمال وأجزاء أخرى من المنطقة، في حين ان الأجزاء الجنوبية كانت لا تزال تحت الإدارة العسكرية.
الأجزاء الشرقية كانت تحت سيطرة الدولة العثمانية بين عام 1787-1788 خلال الحرب الروسية التركية .
في مايو أعلنت جمعية سريمسكي كارلوفيتش (13-15 مايو 1848) دستور صربيا و بموجبه أصبح إقليم فويفوشيب منطقة حكم ذاتي ضمن صربيا داخل الإمبراطورية النمساوية.
وتم اندماج فويفوشيب وسيرميا و باكا وباناتا وبرانجا، وتم انتخاب رئيساً لهم.
أسس جوزيف راجاسيك المجلس التنفيذي، وكان مركزه في محافظة بانوفينا الدانوب في الفترة من 3 أكتوبر 1929 إلى 1941 ، وبشكل أكثر دقة 1929.
في عام 1989، استقلت كوسوفو، بعد أن قام سلوبودان ميلوسوفيتش في سنة 1989 بإلغاء الحكم الذاتي الموسع الذي منح إلى كوسوفو في سنة 1974.

## السياحة

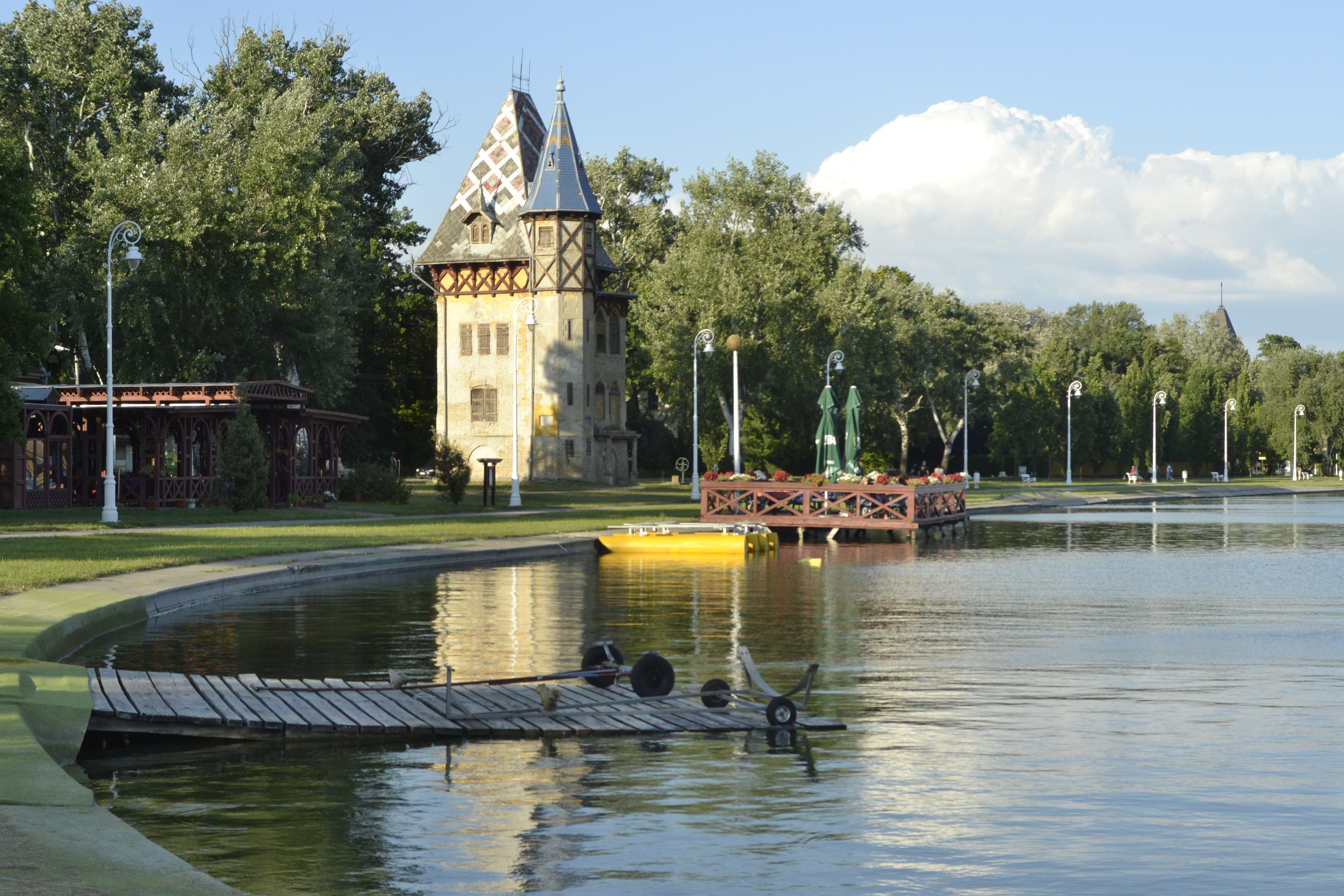
صورة لموقع التراث الثقافي في صربيا

السياحة في فويفودينا في تطور مستمر فهناك المناظر الطبيعية الخلابة (انظر للصورة)، و الأنهار الكبيرة، والقنوات والبحيرات، و تمثل حديقة فروسكا غورا(حديقة وطنية) أهم المعالم السياحية، كما تتميز الأنهار بوفرة الأسماك، وهناك المعالم التاريخية والثقافية، و الآثار المختلفة، وتهتم فويفودينا بالمتاحف وتعتبر جزء مهم من السياحة الثقافية فيها.